# Hicham Sigueni
Hicham Sigueni (ur. 30 stycznia 1993 w Bani Mallal) – marokański lekkoatleta specjalizujący się w biegach średnich i długich.
W 2009 zajął czwarte miejsce w biegu na 3000 metrów podczas mistrzostw świata juniorów młodszych, a rok później zdobył na tym dystansie brązowy medal igrzysk olimpijskich młodzieży. Na mistrzostwach Afryki juniorów w 2011 był szósty w biegu na 800 metrów oraz siódmy na dystansie 1500 metrów. Finalista (w biegu na 1500 metrów) igrzysk panarabskich (2011). Brązowy medalista mistrzostw świata juniorów z Barcelony (2012) w biegu na 3000 metrów z przeszkodami. Biegnąc na tym samym dystansie, bez powodzenia startował na igrzyskach olimpijskich w Londynie.
Dwukrotny (2009 i 2010) uczestnik mistrzostw świata w biegach przełajowych.
Rekordy życiowe: bieg na 3000 metrów z przeszkodami – 8:21,10 (8 czerwca 2015, Praga). 

## Osiągnięcia
| Rok  | Impreza                                   | Miejsce          | Konkurencja                   | Pozycja     | Wynik   |
| ---- | ----------------------------------------- | ---------------- | ----------------------------- | ----------- | ------- |
| 2009 | Mistrzostwa świata w biegach przełajowych | Amman            | bieg juniorów                 | 49. miejsce | 25:56   |
| 2009 | Mistrzostwa świata juniorów młodszych     | Tyrol Południowy | bieg na 3000 m                | 4. miejsce  | 8:12,88 |
| 2010 | Mistrzostwa świata w biegach przełajowych | Bydgoszcz        | bieg juniorów                 | 25. miejsce | 23:28   |
| 2010 | Igrzyska olimpijskie młodzieży            | Singapur         | bieg na 3000 m                | 3. miejsce  | 8:08,55 |
| 2011 | Mistrzostwa Afryki juniorów               | Gaborone         | bieg na 800 m                 | 6. miejsce  | 1:49,71 |
| 2011 | Mistrzostwa Afryki juniorów               | Gaborone         | bieg na 1500 m                | 7. miejsce  | 3:43,23 |
| 2011 | Igrzyska panarabskie                      | Doha             | bieg na 1500 m                | 9. miejsce  | 3:42,21 |
| 2012 | Mistrzostwa świata juniorów               | Barcelona        | bieg na 3000 m z przeszkodami | 3. miejsce  | 8:30,14 |
| 2012 | Igrzyska olimpijskie                      | Londyn           | bieg na 3000 m z przeszkodami | eliminacje  | 8:35,89 |
| 2015 | Mistrzostwa świata                        | Pekin            | bieg na 3000 m z przeszkodami | eliminacje  | 8:49,73 |
| 2016 | Igrzyska olimpijskie                      | Rio de Janeiro   | bieg na 3000 m z przeszkodami | eliminacje  | 8:27,82 |